# Guor Marial
Guor Marial (Panrieng, 15 april 1984) is een Zuid-Soedanese langeafstandsloper, die gespecialiseerd is in de marathon. Hij nam tweemaal deel aan de Olympische Spelen, maar bleef hierbij medailleloos.

## Loopbaan
Marial liep in oktober 2011 de A-limiet om te mogen deelneman aan de marathon op de Olympische Spelen van 2012, maar zijn land Zuid-Soedan werd pas onafhankelijk in 2011 en had in 2012 nog geen Olympisch Comité. Marial koos er bewust voor om niet mee te doen voor (Noord-)Soedan en kreeg daarna van het IOC toestemming om als onafhankelijk deelnemer mee te doen aan de Olympische Spelen in Londen. Hiermee kwam hij onder dezelfde vlag uit als drie sporters van Curaçao. Hij wist met een tijd van 2:19.32 de 47e plek te bereiken.

## Persoonlijke records
| Onderdeel | Tijd     | Datum          | Plaats     |
| --------- | -------- | -------------- | ---------- |
| 5000 m    | 14.14,18 | 26 april 2007  | Des Moines |
| marathon  | 2:14.32  | 2 oktober 2011 | St. Paul   |

## Palmares

### 5 km
- 2011:  3TV Phoenix - 14.41

### 10 km
- 2011:  3TV Phoenix - 30.18

### Halve marathon
- 2013: 5e halve marathon van Carlsbad - 1:04.21
- 2014:  halve marathon van Monterey - 1:05.52

### Marathon
- 2011: 5e marathon van Saint Paul - 2:14.32
- 2012: 6e marathon van San Diego - 2:12.55
- 2012: 47e  OS - 2:19.32
- 2015: DNS WK
- 2016: 14e marathon van Ottawa - 2:28.48,7
- 2016: 82e OS - 2:22.45